# Chalenata ustata
Chalenata ustata är en fjärilsart som beskrevs av Druce 1909. Chalenata ustata ingår i släktet Chalenata och familjen nattflyn. Inga underarter finns listade i Catalogue of Life.